# Codorniz-das-rochas

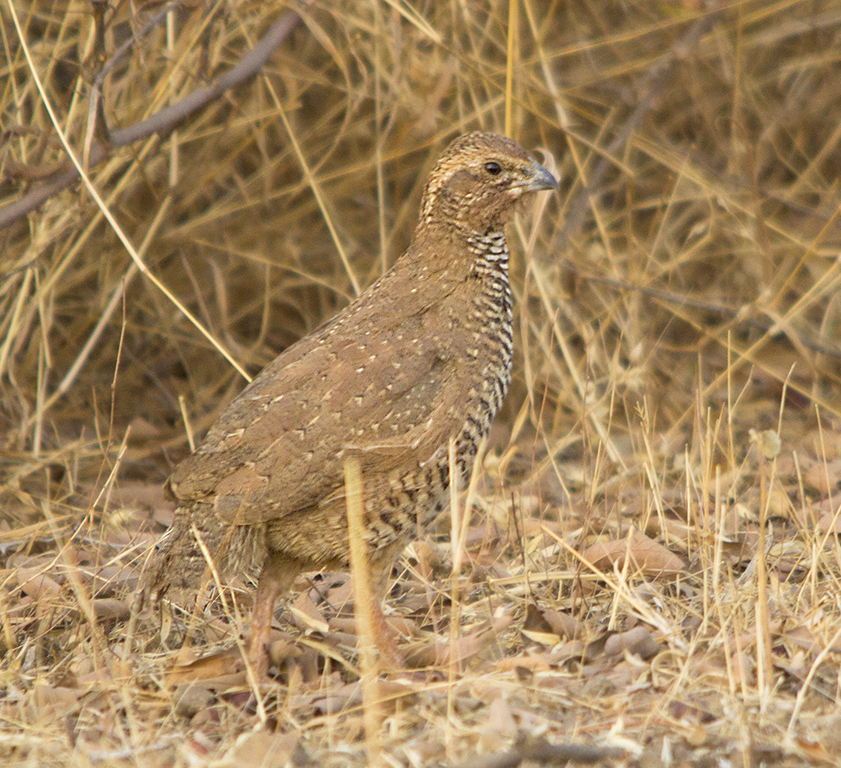
Macho em Rajkot.

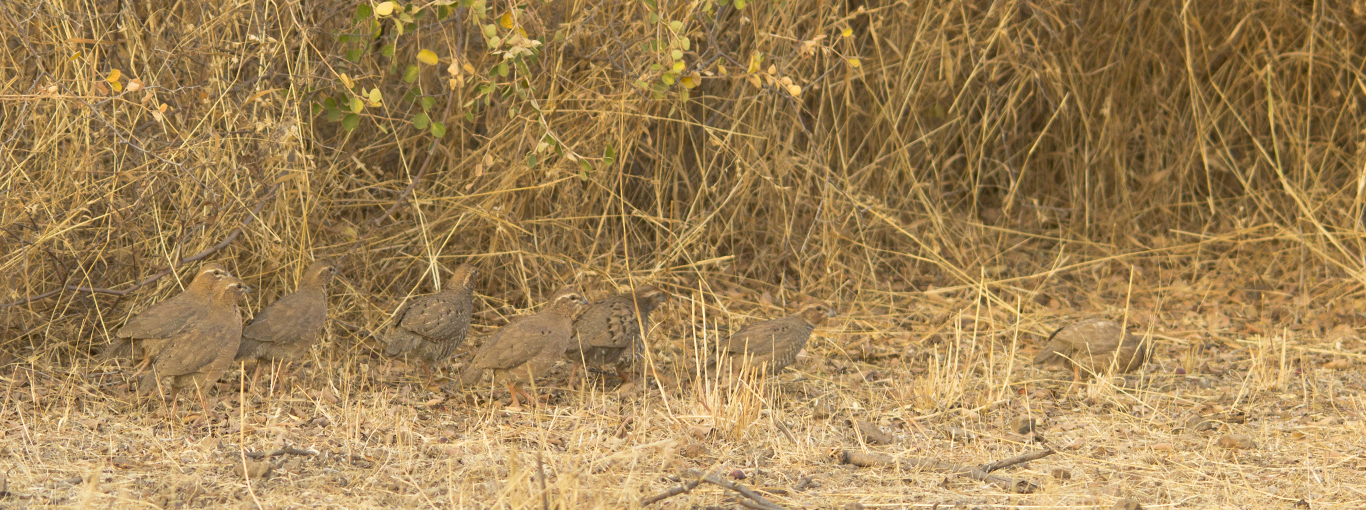
Bando em Rajkot.

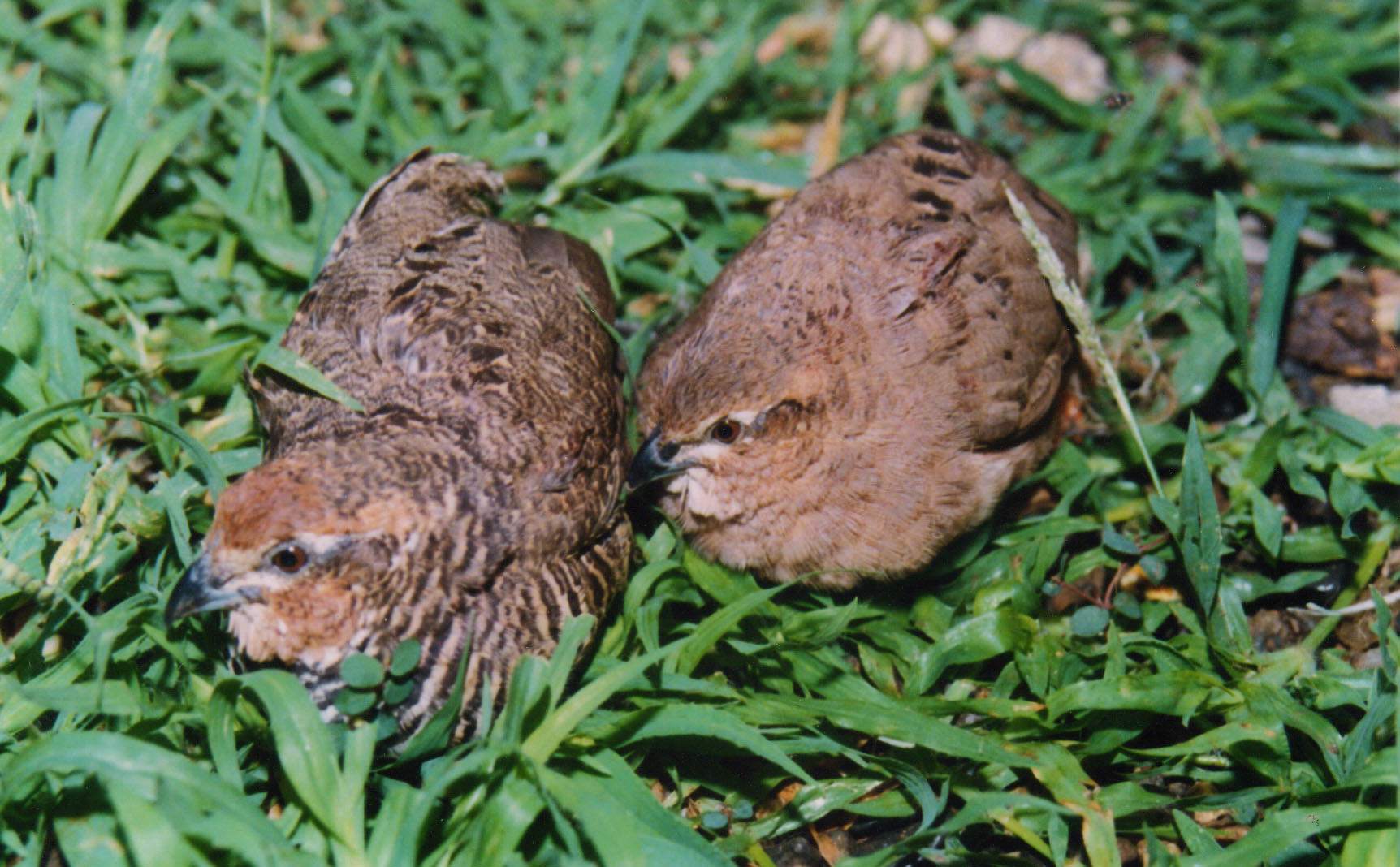
Codorniz-das-rochas.

A codorniz-das-rochas (Perdicula argoondah) é uma espécie de codorniz encontrada em partes da Índia peninsular. É uma espécie comum com uma ampla variedade e a IUCN a classificou como “pouco preocupante”.

## Taxonomia e sistemática
Há três subespécies reconhecidas:
- P. a. argoondah, encontrada de Madia Pradexe em direção ao sul até Tâmil Nadu.
- P. a. meinertzhageni, encontrada no noroeste da Índia.
- P. a. salimalii, encontrada no sul da Índia, em partes de Carnataca.

## Descrição
A codorniz-das-rochas é muito parecida com a codorniz-de-papo-vermelho (Perdicula asiatica) e se sobrepõe em termos de distribuição. Essas aves são encontradas em pequenos bandos e geralmente só são detectadas quando, de repente, começam a voar em massa, saindo debaixo da vegetação. Ela mede 17 a 18,4 cm de comprimento e pesa 64 a 85 g. É um tom de marrom barrado e manchado com uma cor mais escura. Uma característica marcante é que a pena primária mais externa é mais longa do que a mais interna, e a teia interna das primárias é barrada ou salpicada de cor de couro. A voz é um trinado seguido de uma série de notas de piping que começam silenciosas e vão ficando mais altas.

## Distribuição e habitat
A codorniz-das-rochas é nativa da metade ocidental da Índia e acredita-se que seja uma espécie não migratória. Ela ocorre em áreas áridas com pastagens e arbustos espinhosos e raramente é encontrada acima de cerca de 600 metros.

## Status
A codorniz-das-rochas tem uma distribuição muito ampla e é comum em muitas partes dessa área de distribuição. A União Internacional para a Conservação da Natureza classificou seu status de conservação como “pouco preocupante”. Embora a população não tenha sido quantificada, é provável que esteja diminuindo lentamente, pois a ave está sujeita à pressão da caça e à destruição de seu habitat. A taxa de declínio da população é insuficiente para justificar a inclusão da espécie em uma categoria mais ameaçada.